# Bitva u Sinopu
Bitva u Sinopu bylo námořní střetnutí z 30. listopadu 1853 u Sinopu v severní Anatolii. Válečné lodě Ruského impéria zaútočily a zničily lodě Osmanské říše kotvící v tomto přístavu. Bitva byla součástí Krymské války a rozhodujícím faktorem pro vstup Francie a Velké Británie do této války na straně Osmanů.

## Pozadí
Boje na moři za rusko-turecké války probíhaly již týdny, když se osmanské velení rozhodlo vyslat několik posilových eskader na Černé moře. Jedna z těchto eskader, pod velením Osmana paši, přistála v Sinopu, kde se spojila s fregatou Kaid Zafer a parní fregatou Taif. Turci chtěli do Černomoří vyslat také řadové lodě, avšak britský velvyslanec v Istanbulu Stratford Canning, 1. vikomt Stratford de Redcliffe s tímto plánem nesouhlasil a Turci nakonec vyslali jen fregaty.

## Bitva
Ruské síly byly vedeny admirálem Pavlem Nachimovem, který se po poradě se svými důstojníky rozhodl k útoku na tureckou flotilu, která se nacházela v Sinopu. Posílen eskadrou kontradmirála Fjodora Novosilského Nachimov soustředil sílu přes 700 děl na šesti řadových lodích, dvou fregatách a třech ozbrojených parnících. Ruský plán sestával z rozdělení jejich lodí do dvou řad, ve kterých se lodě přiblížily k nepříteli na krátkou vzdálenost a poté spustily kotvy a zahájily palbu. Vlajkovou lodí se stala 84dělová loď Imperatrica Marija, která jako první zahájila palbu, a to na 44dělovou osmanskou vlajkovou loď fregatu Avni Illah. Po asi třicetiminutovém boji byla turecká fregata plná děr a nakonec najela na mělčinu poté, co bylo její kotevní lano přeseknuto.

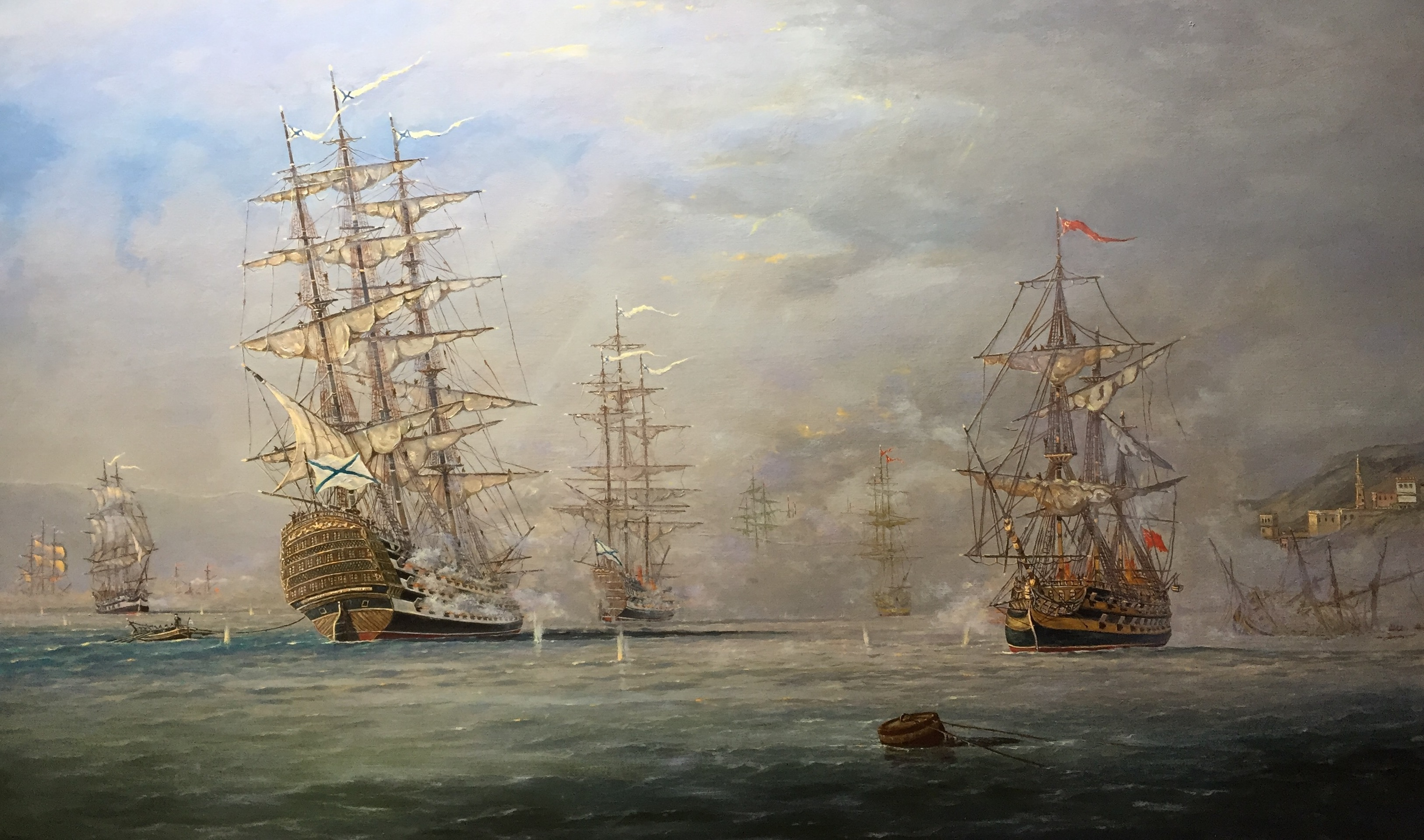
Vladimir Kosov. Bătălia de la Sinop.

Imperatrica Marija následně přenesla palbu na 44dělovou fregatu Fazl Illah, která začala hořet a také usedla na mělčinu. Mezitím ostatní ruské lodě napadly Nizamieh a Damiat, které také byly vyvrženy na břeh. Osmanská fregata Navek Bahri explodovala a potopila se, stejně jako korveta Kel Safid. Podařilo se uprchnout jediné lodi - 12dělovému parníku Taif. Ostatní lodě byly buď potopeny nebo najely na břeh. Taif uprchl do Istanbulu, kde doplul 2. prosince a posádka informovala osmanskou vládu o porážce u Sinopu. Po porážce nepřátelské flotily napadli Rusové také pobřežní baterie, které úspěšně zničili. Při bitvě jich padlo 37 a dalších 233 mužů bylo zraněno. Nejméně tři lodě byly poškozeny. Osmané ztratili přes 3 000 mrtvých či zraněných mužů a jejich velitel Osman paša byl zajat.

## Dohra
Tento ruský útok se stal záminkou pro Francii a Velkou Británii pro vyhlášení války Rusku na počátku roku 1854, aby tyto mocnosti podpořily Osmanskou říši.